# چانگژو چانجیانگ باس
چانگژو چانجیانگ باس (انگلیسی: Changzhou Changjiang Bus) شرکت اتوبوس‌سازی چینی است، که در سال ۲۰۰۱ تأسیس شد.